# San Gabriel Mountains
San Gabriel Mountains je pohoří na jihozápadě Kalifornie, ve Spojených státech amerických.
Leží v severní části Los Angeles County a v západní části San Bernardino County,
přibližně 35 km severovýchodně od centra města Los Angeles.
Pohoří je součástí horského pásma Transverse Ranges, respektive Pacifického pobřežního pásma. Nejvyšší horou je Mount San Antonio (3 068 m).

## Geografie
Pohoří se rozkládá ze západu na východ a má největší délku okolo 90 km. Ze severu k jihu má největší šířku okolo 35 km. San Gabriel Mountains jsou obklopené lesem Angeles National Forest, ze severu a východu pak na oblast navazuje Mohavská poušť. Jižní svahy pohoří, směrem k oceánu, jsou prudké a příkré. Severní svahy, směrem do vnitrozemí, k pouštním údolím, jsou naopak pozvolnější a méně dramatické. Kaňon Big Tujunga a řeka San Gabriel rozdělují pohoří San Gabriel na rovnoběžné hřebeny. Vyšší vrcholy leží v severní části. Nejvyšší hora pohoří Mount San Antonio leží na východním konci pohoří. Většinou pohoří prochází kalifornská státní silnice č. 2. V jihozápadní části vede ze silnice č. 2 odbočka ke známé kalifornské observatoři na hoře Mount Wilson.

## Geologie
Základní stavbu hornin pohoří tvoří granity a metamorfované sedimenty z období od prekambria až po mezozoikum. Stejně jako většina horských pásem Transverse Ranges byla oblast vyzdvižena v kenozoiku.

## Nejvyšší hory
- Mount San Antonio (Mt. Baldy) (3 069 m)
- Pine Mountain (2 940 m)
- Dawson Peak (2 918 m)
- Mount Harwood (2 911 m)
- Mount Baden-Powell (2 865 m)